# Torrent de Malamata
El Torrent de Malamata és un afluent per l'esquerra del Cardener amb el qual conflueix sota Cardona (Bages).

## Municipis per on passa
Des del seu naixement, el Torrent de Malamata passa successivament pels següents termes municipals.
|                                          | Longitud (en m.) | % del recorregut |
| ---------------------------------------- | ---------------- | ---------------- |
| Per l'interior del municipi de Montmajor | 2.373            | 51,26%           |
| Per l'interior del municipi de Cardona   | 2.256            | 48,74%           |

## Xarxa hidrogràfica
La xarxa hidrogràfica del Torrent de Malamata està integrada per 13 cursos fluvials que sumen una longitud total de 10.463 m.